# Brittany O’Connell

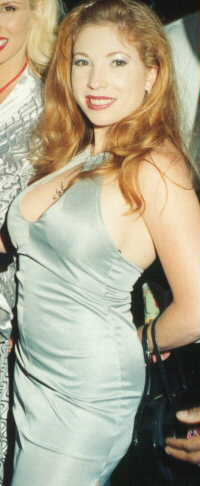
Brittany O’Connell

Brittany O’Connell (* 6. Dezember 1972 in Panorama City, Kalifornien) ist eine ehemalige US-amerikanische Pornodarstellerin.

## Karriere
O’Connell begann ihre Karriere in der Hardcorebranche im Jahr 1992 im Alter von 19 Jahren mit ihrem ersten Film Constant Cravings. Im Jahr 1993 spielte sie in New Wave Hookers 3 von Gregory Dark und in Babewatch, einer Pornoversion von Baywatch, sowie die Hauptrolle in The Rehearsal von John Leslie.
Mit 25 Jahren hatte sie mehr als 200 Filme gedreht, war für 14 Auszeichnungen bei den AVN Awards nominiert worden und hatte als Stripperin in Clubs in ganz Amerika und Kanada getanzt. Sie hat zudem ein Comic-Buch mit dem Titel „The Adventures of Brittany O’Connell“ (1996) als Co-Autorin herausgegeben, das bei Carnal Comics erschienen ist.
Ca. 1997 tat sie sich mit dem Darstellerkollegen und Produzenten Rick O’Shea zusammen, um Voodoo Daddy FX, eine Hardcoreproduktionsfirma, zu gründen.
In den Jahren 2007 bis 2010 drehte sie aufgrund ihres fortgeschrittenen Alters mehrere Filme in den sogenannten MILF- oder Cougar-Genres. 2009 spielte sie in der Pornoparodie Friends: A XXX Parody die Rolle der Judy Geller, die im Original von Christina Pickles verkörpert wird, sowie – aufgrund ihrer Ähnlichkeit mit Katey Sagal – die Rolle der Peg Bundy in der mehrfach preisgekrönten Pornoparodie Not Married with Children XXX und wurde bei den AVN Awards 2010 für diese Rolle in der Kategorie „Best Supporting Actress“ nominiert. Sie spielte diese Rolle auch in der 2010 veröffentlichten Fortsetzung Not Married with Children XXX 2. Im selben Jahr beendete sie ihre Karriere und nahm ihre Website aus dem Netz.

## Ehrungen
- 2009: XRCO Award, nominiert für „Best Cumback“
- 2010: AVN Award, nominiert als „Best Supporting Actress“ in Not Married with Children XXX
- 2010: AVN Award, nominiert für „Best Oral Sex Scene“ in Face Full of Diesel 6
- 2010: XBIZ Award, nominiert für „Acting Performance of the Year, Female“ in Not Married with Children XXX

## Filmografie (Auswahl)
- 1992: Constant Craving
- 2008: Seasoned Players 6
- 2008: The Cougar Club 2
- 2008: Moms Gone Wild 4
- 2008: When Milfs Attack
- 2008: Cheating Wives Tales 12
- 2008: Come to Momma 3
- 2008: Dirty Rotten Mother Fuckers 2
- 2009: Milf Bone 3
- 2009: Crazy 4 Cougars
- 2009: Mommy Got Boobs Vol. 6
- 2009: Not Married with Children XXX
- 2010: Not Married with Children XXX 2
- 2015: Cougar Coochie 8